# Broca-terület

A Broca- és a Wernicke-terület

A Broca-terület vagy Broca-mező az emberfélék agyának a motoros beszédközpontja (Br. 44-45), amely a domináns félteke gyrus frontalis inferiorján található.
A területet felfedezése Paul Pierre Broca nevéhez köthető, akinek a páciensei ezen az agyterületen szereztek sérülést. Például, Broca Louis Victor Leborgne nevű páciense csak a "tan" szót volt képes kimondani, ezért lett beceneve Tantan. Az illetőnek semmi egyéb betegsége nem volt, sőt beszédképességét csak harmincéves korában veszítette el. Leborgne tudta, hogy mit szeretett volna mondani, el tudott olvasni bármilyen szöveget, játszott sakkot és figyelt mindenre, amit mondtak vagy utasítottak neki. Miután 1861-ben elhunyt, Broca felboncolta, majd megállapította, hogy Leborgne domináns oldali homloklebenyének inferior részén nagy lézió keletkezett a szifilisze következtében, ebből jutott arra következtetésre, hogy ez a része az agynak felel a beszédért. Kutatásai tiszteletére területet róla nevezték el. A beszédképzés károsodását Broca-afáziának hívják.
Broca másik betege, Lazare Lelong csökkent produktív beszédet mutatott. Csupán öt szó kiejtésére volt képes: igen, nem, három, mindig, valamint becenevét a Lelo-t. Miután Lelong is meghalt, Broca az ő agyát is felboncolta, amelyen az oldalsó frontális lebenyen észlelte a sérülést, míg Leborgne esetében ugyanazon a területen, de a homloklebenyi részen volt károsodás. Mindez tovább erősítette Broca feltevését, hogy a beszédért az agy ezen területe felelős.